# Bowen Stassforth
Bowen Dow Stassforth, född 7 augusti 1926 i Los Angeles, död 22 november 2019 i Rancho Palos Verdes i Los Angeles County, var en amerikansk simmare.
Stassforth blev olympisk silvermedaljör på 200 meter bröstsim vid sommarspelen 1952 i Helsingfors.